# Ка дел’Аква (Пјаченца)
Ка дел'Аква је насеље у Италији у округу Пјаченца, региону Емилија-Ромања.
Према процени из 2011. у насељу је живело 33 становника. Насеље се налази на надморској висини од 53 м.